# 愛爾蘭在歐洲青少年歌唱大賽之歷年表現
愛爾蘭在歐洲青少年歌唱大賽的參賽歷史始於在保加利亞索菲亞舉辦的2015年第十三屆歐洲青少年歌唱大賽，到2024年最近一次參賽為止已參加了9次大賽。歐洲廣播聯盟（EBU）正式會員愛爾蘭語第四頻道（TG4）負責該國的參賽事宜，並使用國家選拔賽《愛爾蘭歐洲青少年歌唱大賽》（Junior Eurovision Éire）來挑選參賽選手。
愛爾蘭有愛爾蘭語和英語這兩種官方語言可供使用，但由於是愛爾蘭語廣播公司負責推派選手與歌曲，故選手大部分都只用愛爾蘭語歌唱。

## 歷史
愛爾蘭一共有兩個EBU正式會員，分別是愛爾蘭廣播電視（RTÉ）和TG4。RTÉ負責愛爾蘭在成人版大賽的參賽事宜，並曾在2013年12月表示對參加歐洲青少年歌唱大賽沒有任何興趣。TG4雖然想參加即將在馬爾他馬爾薩舉行的2014年歐洲青少年歌唱大賽，但卻因為資助請求遭到愛爾蘭廣播局（BAI）的拒絕而無法成行。
TG4在這之後努力籌集資金，並成功參加在保加利亞索菲亞舉辦的2015年大賽。TG4透過國家選拔賽選出艾梅·班克斯和她的歌曲〈海洋之星〉作為愛爾蘭的首秀，最終在17國中排行第12名。
在這之後的2016年，愛爾蘭選出了澤娜·唐納利和她的歌曲〈一塊接著一塊〉參賽，並在大賽上拿到了第10名。這是愛爾蘭挺進前十名，也是愛爾蘭截至2021年止最好的成績。
TG4本來在2020年1月表示打算參加在波蘭華沙舉辦的2020年大賽，但因受到嚴重特殊傳染性肺炎（COVID-19）疫情的衝擊，TG4在2020年8月宣布撤賽。2021年2月，TG4確認參加在法國的2021年大賽。

### 《愛爾蘭歐洲青少年歌唱大賽》
《愛爾蘭歐洲青少年歌唱大賽》（Junior Eurovision Éire）是一檔愛爾蘭電視節目，自2015年開始參賽以來，此節目一直作為愛爾蘭的歐洲青少年歌唱大賽國家選拔賽。在2015年至2018年期間，此節目會同時選拔參賽選手和參賽歌曲，但到了2019年後，此節目只會選拔參賽選手，之後再內部挑選出歌曲給選手參賽。
此節目最初的主持人是伊根·麥克德莫特。在2021年麥克德莫特離開節目組後，主持人交棒給了路易絲·坎蒂隆（Louise Cantillon）擔任。

## 參賽者
以下是代表愛爾蘭參加大賽的所有選手與歌曲的列表，其中文名稱皆非官方中譯：
| ◁ | 墊底 |

| 年份   | 參賽選手                            | 歌曲                                 | 語言           | 排名     | 得分     |
| ------ | ----------------------------------- | ------------------------------------ | -------------- | -------- | -------- |
| 2015年 | 艾梅·班克斯 Aimee Banks             | 〈海洋之星〉 〈Réalta na mara〉      | 愛爾蘭語       | 12       | 36       |
| 2016年 | 澤娜·唐納利 Zena Donnelly           | 〈一塊接著一塊〉 〈Bríce ar bhríce〉 | 愛爾蘭語、英語 | 10       | 122      |
| 2017年 | 穆莉安·麥克唐納 Muireann McDonnell  | 〈綠眼睛〉 〈Súile glasa〉           | 愛爾蘭語       | 15       | 54       |
| 2018年 | 泰勒·海因斯 Taylor Hynes            | 〈IOU〉                              | 愛爾蘭語       | 15       | 48       |
| 2019年 | 安娜·柯爾尼 Anna Kearney            | 〈女妖〉 〈Banshee〉                 | 愛爾蘭語       | 12       | 73       |
| 2020年 | 沒有參賽                            | 沒有參賽                             | 沒有參賽       | 沒有參賽 | 沒有參賽 |
| 2021年 | 梅·萊維·勞勒 Maiú Levi Lawlor       | 〈自由 (消失)〉 〈Saor (Disappear)〉 | 愛爾蘭語       | 18       | 44       |
| 2022年 | 蘇菲·藍儂 Sophie Lennon             | 〈光芒〉 〈Solas〉                   | 愛爾蘭語       | 4        | 150      |
| 2023年 | 潔西卡·麥基恩 Jessica McKean        | 〈夢境〉 〈Aisling〉                 | 愛爾蘭語       | 16 ◁     | 42       |
| 2024年 | 恩雅·考克斯·鄧普西 Enya Cox Dempsey | 〈在一起〉 〈Le chéile〉             | 愛爾蘭語       | 15       | 55       |

### 選手相片集

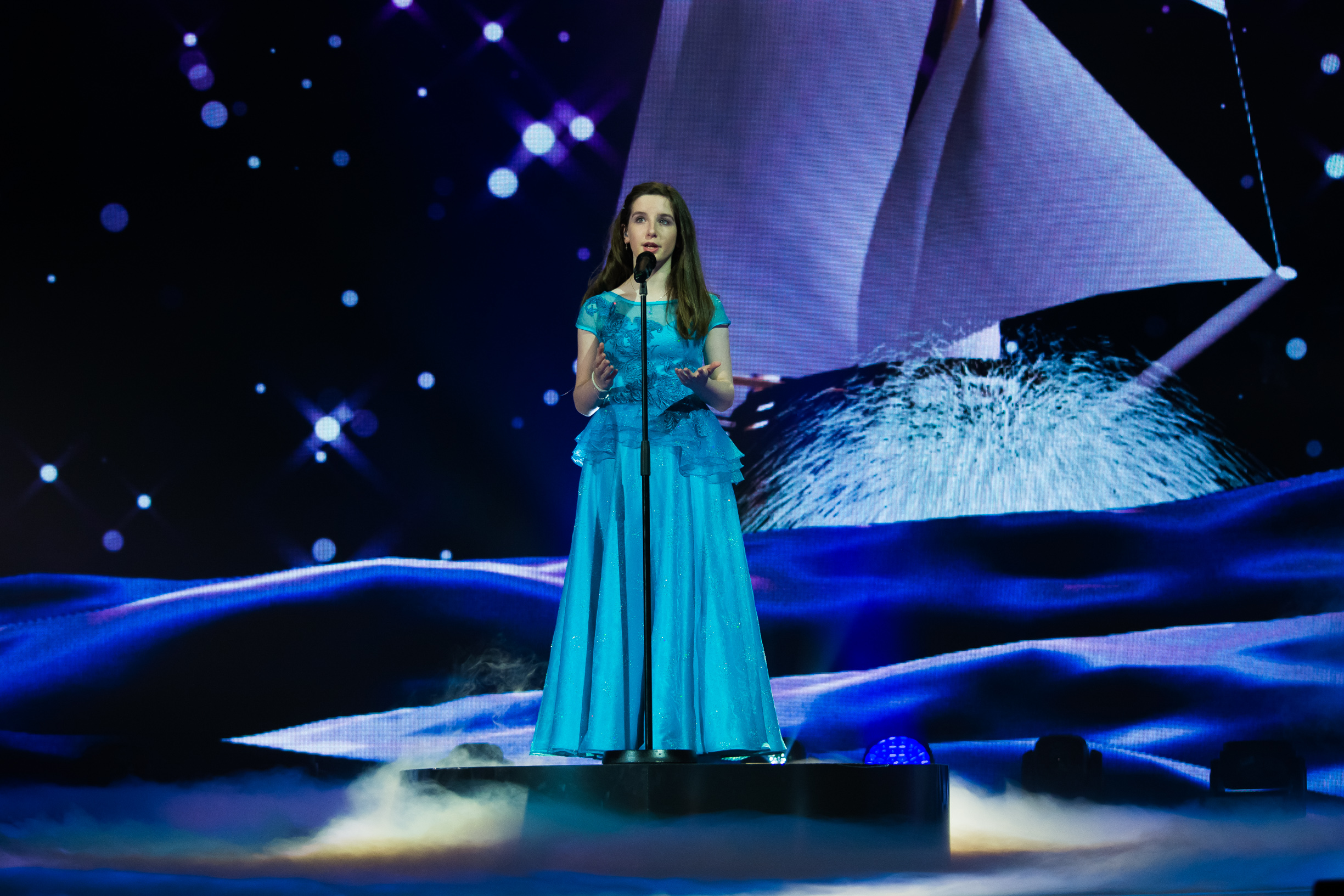
艾梅·班克斯在索菲亞（2015）
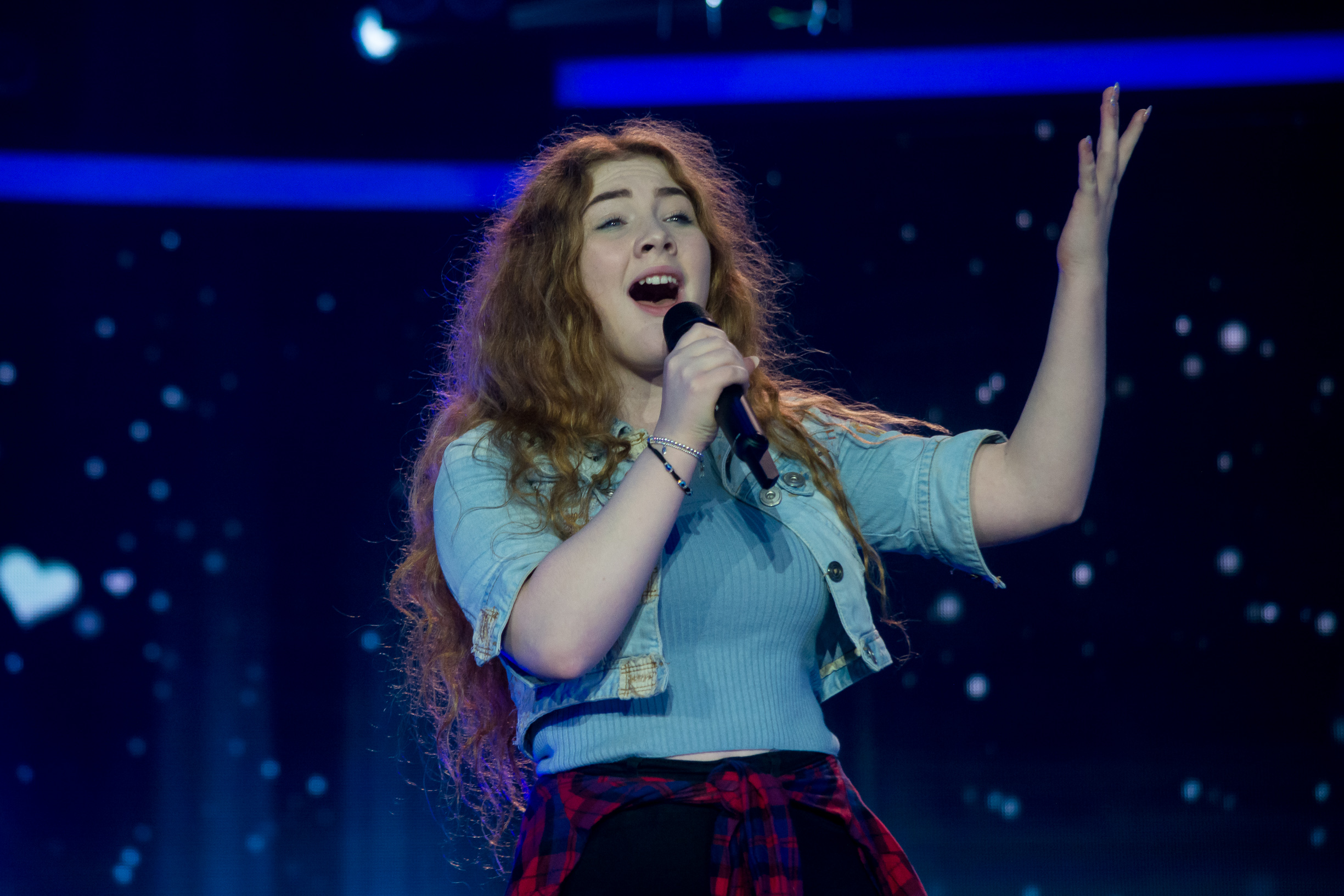
澤娜·唐納利在瓦萊塔（2016）
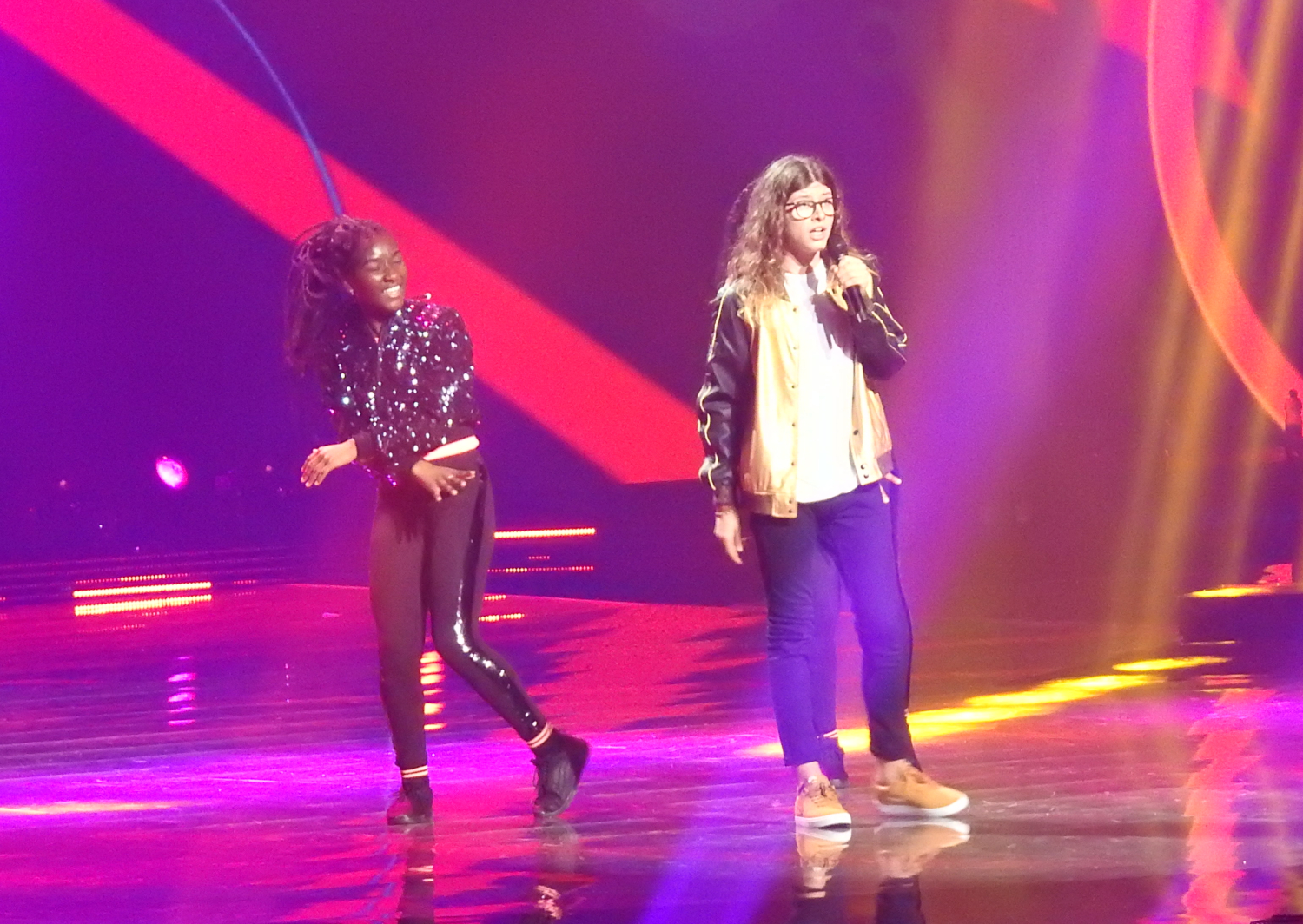
泰勒·海因斯在明斯克（2018）
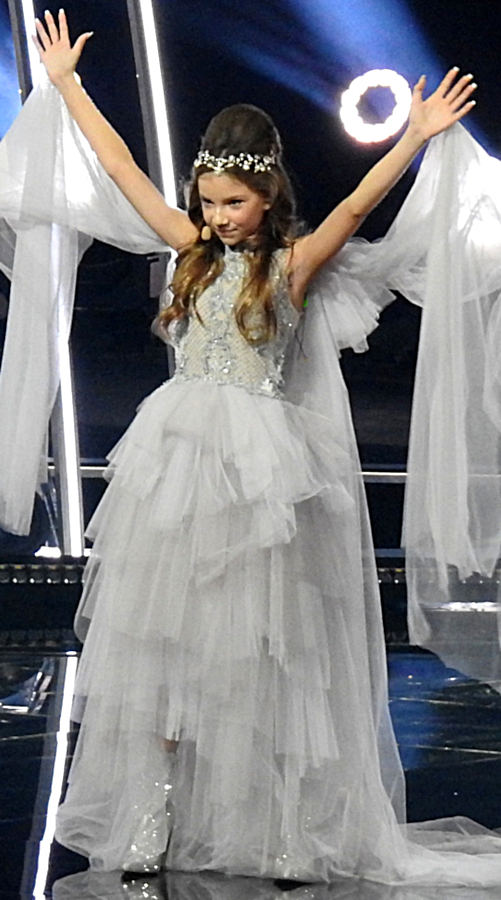
安娜·柯爾尼在格利维采（2019）

## 評論員與唱票員
| 年份   | 評論員                              | 唱票員                                  | 資料   |
| ------ | ----------------------------------- | --------------------------------------- | ------ |
| 2015年 | 史蒂芬·歐費雷爾和凱特琳·尼克·奧伊德 | 安娜·班克斯（Anna Banks）               | [ 10 ] |
| 2016年 | 伊根·麥克德莫特                     | 安德烈亞·萊迪（Andrea Leddy）           |        |
| 2017年 | 伊根·麥克德莫特                     | 華特·麥凱布（Walter McCabe）            |        |
| 2018年 | 麥可·歐西亞拉德和西妮德·尼烏拉查因  | 艾歷克斯·海因斯（Alex Hynes）           | [ 11 ] |
| 2019年 | 西妮德·尼烏拉查因                   | 李歐·柯爾尼（Leo Kearney）              | [ 12 ] |
| 2020年 | 沒有轉播                            | 沒有參賽                                |        |
| 2021年 | 路易絲·坎蒂隆（Louise Cantillon）   | 魯本·列維·哈克特（Reuben Levi Hackett） | [ 13 ] |
| 2022年 | 西妮德·尼烏拉查因                   | 荷莉·藍儂（Holly Lennon）               | [ 14 ] |
| 2023年 | 西妮德·尼烏拉查因                   | 路易莎·麥基恩（Louisa McKean）          | [ 15 ] |

## 註記和參考資料

### 註記
1. ↑  包含一句拉丁語歌詞。
2. ↑  包含重複的英語歌詞和一句法語歌詞。